# Tim Hofman
Tim Hofman (Vlaardingen, 9 juli 1988) is een Nederlands programmamaker, journalist en schrijver. Hofman werkt veelal onder het pseudoniem debroervanroos. Hij is onder andere bekend als presentator van het online programma BOOS waarmee hij diverse prijzen won.

## Carrière
Na drie keer met een studie gestopt te zijn – Taal & Cultuurstudies (Universiteit Utrecht), Nederlandse taal (Universiteit Leiden) en Communicatiewetenschap (Amsterdam) – maakte hij in 2010 naam als blogger onder de naam 'debroervanroos' (hij heeft daadwerkelijk een zus die Roos(marijn) heet). Vervolgens begon hij in 2011 de interne opleiding van BNN, 'BNN University' (later hernoemd naar 'BNN-VARA Academy'). Na deze opleiding begon hij bij 101 TV als verslaggever voor TimTV en 101 Timeline.
Na zijn werk voor 101 TV trad Hofman van oktober 2011 tot mei 2012 in het BNN- en VARA-programma 24/7 op als verslaggever, panellid en internetdeskundige. Vervolgens maakte hij in de zomer van 2012 voor BNN het programma FC Gay. In de week voor kerst was Hofman te zien als verslaggever bij het Glazen Huis waar hij regelmatig korte nieuwsrubrieken versloeg tijdens de Serious Request Update.
In 2012 begon Hofman te werken voor het BNN-programma Spuiten en Slikken, waar hij in 2013 te zien was als verslaggever en hij onder andere Tims Tuintje maakte, een tiendelige serie over het wietbeleid in Nederland, waarin hij zijn eigen wietplantage had. Daarnaast begon hij zijn schrijfcarrière met een artikel in het blad Foxy, waarin hij een Belgische dame uit de kleren liet gaan in een wasruimte. Op 5 februari dat jaar was Hofman te zien in het BNN-KRO-programma Zeg dag tegen pesten. Ook is Hofman regelmatig te gast als internetdeskundige in NPO Radio 1's BNN Today en De Wereld Draait Door.
In 2014 werd Hofman presentator voor het dagelijkse programma De Social Club, Je zal het maar hebben, de studio van Spuiten en Slikken, Spuiten en Slikken op reis en Mijn 5000 vrienden. Hofman won het zestiende seizoen van het spelprogramma Wie is de Mol?.
Samen met presentator Jan Versteegh stond hij op de cover van de L'HOMO. De presentators probeerden hiermee het onderwerp homoseksualiteit meer bespreekbaar te maken. Hiervoor werden ze genomineerd voor de OUTtv Media Award 2016, een prijs die elk jaar wordt uitgereikt aan een persoon die homoseksualiteit positief onder de aandacht wist te brengen. Voor het programma Spuiten en Slikken reisde Hofman af naar de Filipijnen om de drugsoorlog in het land te documenteren. In juni 2016 pleitte Hofman voor de Tweede Kamer voor een openlijker debat over het drugsgebruik en een minder strikt beleid, dit kon hij doen vanwege een burgerinitiatief.
De Stembus, een initiatief dat ontstaan is op Twitter, spoorde jongeren aan in 2017 te stemmen voor de Tweede Kamer. Hofman, BNN-voorzitter Zakaria Taouss en een aantal journalisten werken mee aan dit plan. Een van de ideeën die werd geopperd was om met een busje door het land te rijden en scholen aan te doen om daar aandacht te vestigen op het stemmen. Er werd ook eenmalig gekozen voor een route door heel Nederland met de trein. De lijsttrekkers Mark Rutte, Alexander Pechtold, Marianne Thieme en Gert-Jan Segers gingen met De Stembus mee naar de jongeren. Naast de bus en trein wilde de Stembus dat jongeren vrij krijgen op de verkiezingsdag om te gaan stemmen en hun democratie en kiesrecht te vieren. De missie van De Stembus was om de 850.000 jongeren die dat jaar voor het eerst mochten stemmen naar de stembus te krijgen.
In 2019 bedachten Hofman en Gert-Jan Segers Coalitie-Y, een samenwerking van onder andere jongerenorganisaties, studenten, scholieren en politieke partijen. Hiermee proberen ze de problemen van de jonge generaties op de politieke agenda krijgen. In september boden ze premier Rutte een manifest aan waarin ze zich uitspraken voor vaste banen, betaalbare woningen en het afschaffen van het leenstelsel en het opnieuw invoeren van de basisbeurs.
In oktober 2020 won Hofman tijdens het Gouden Televizier-Ring Gala de ster voor beste presentator, de ster voor de beste online video-serie voor #BOOS en de Gouden Televizier-Ring voor Over Mijn Lijk. In januari 2023 werd hij door Villamedia Magazine uitgeroepen tot Journalist van het Jaar.

### #BOOS
Sinds juni 2016 is Hofman te zien als presentator van het online programma #BOOS, dat te zien is op het gelijknamige YouTube-kanaal en online kanalen van de NPO en BNNVARA. In het programma helpt hij mensen met het oplossen van hun problemen. Naast de serie zelf waren er ook spin-offs, waaronder #BOOS POLERTIEK, waarin Hofman de jongeren wilde ondersteunen met het kiezen van hun eigen politieke voorkeur. Tevens verschenen er in 2017 en 2018 spin-offs waarin Hofman andere doelgroepen te hulp schoot; zo hielp hij in #BOOS BELGIOOS enkel Belgische deelnemers en in #BOOS BEJAARDENSOOS hielp hij enkel oudere deelnemers.
In 2017 kwam het tijdens de opnamen van #BOOS tot een confrontatie met de Nijmeegse vastgoedhandelaar Ton Hendriks en enkele van zijn medewerkers. In een poging te bemiddelen in een slepend conflict tussen deze vastgoedhandelaar en een aantal van zijn huurders drong Hofman de kantoren van Hendriks binnen en schoot aldaar een tweetal confetti-kanonnen af. Toen Hofman weigerde te vertrekken ontstond een handgemeen tussen Hendriks en een aantal van zijn medewerkers enerzijds en het team van #BOOS en Hofman anderzijds. Hierbij werd Hofman geslagen, wat resulteerde in een gebroken kaak.

#### 2018: DocumentaireTerug Naar je Eige Landen actie voor ruimer kinderpardon
In oktober 2018 maakte Hofman de documentaire Terug Naar Je Eige Land. Daarin volgde hij vijf van de vierhonderd kinderen van asielzoekers die in Nederland in aanmerking kwamen voor een kinderpardon. Een van deze kinderen zou later alsnog een verblijfsvergunning krijgen. Op 11 december 2018 bood Hofman de Tweede Kamer een burgerinitiatief aan voor een nieuw kinderpardon, dit initiatief bestond uit ruim 250.000 handtekeningen die waren verzameld met een documentaire die Hofman maakte met het programma #BOOS. In januari 2019 werd bekend dat er een nieuw pardon kwam.

#### BOOS: This is The Voice
In januari 2022 publiceerde Hofman met zijn serie BOOS de speciale aflevering BOOS: This is The Voice waarin meerdere aantijgingen werden geuit omtrent seksueel grensoverschrijdend gedrag van, en machtsmisbruik door, medewerkers van de talentenjachtprogramma's The voice of Holland en The Voice Kids jegens kandidaten. Binnen twee uur na publicatie was de aflevering zo'n vijf miljoen keer bekeken. Naar aanleiding van deze uitzending won Hofman met de redactie van BOOS tien verschillende prijzen waaronder een Zilveren Nipkowschijf, een Televizier-Ster en de journalistiekprijs De Tegel in de categorie Onderzoek.

### Bedreiging Hofman in het BNNVARA-gebouw
In september 2023 werd een man gearresteerd nadat hij gewapend het BNNVARA-gebouw in Hilversum was binnengelopen met het doel om Hofman om het leven te brengen. Hofman deed hierop aangifte tegen de man voor poging tot doodslag en poging tot moord. In oktober 2024 veroordeelde de rechtbank Midden-Nederland de man tot een celstraf van 5 jaar en tbs met voorwaarden.

### Kritiek
In 2018 werd de activistische journalistiek van Hofman in zijn documentaire Terug Naar Je Eige Land door Mark Koster op de website van WNL betiteld als "weerzinwekkende emoporno". In juli 2021 uitte Marc-Marie Huijbregts in de podcast Marc-Marie & Aaf Vinden Iets (samen met Aaf Brandt Corstius) kritische kanttekeningen bij Hofmans engagement. Op Twitter ontkende Hofman een Messiascomplex te hebben, "net als het overgrote deel van alle opiniemakers, dopamineverslaafden en platformbenutters hier. Ik ben wel een Vlaardingse provinciaal met een doodhekel aan scheve machtsverhoudingen, taboes en onderdrukkende constructen. Iets wat uiteraard ook gewoon soms om mezelf gaat, want laten we niet doen alsof zuiver altruïsme echt een iets is wat bestaat. Anyway, laat je niet wijsmaken dat je activisme te veel of te Messiaans is, van vriendelijk vragen is nog nooit een groot probleem opgelost."

## Privé
De partner van Hofman is Lize Korpershoek. Sam Hofman en Rijk Hofman zijn de jongere broers van Hofman.

## Televisieprogramma's

### Presentator
- 101 TV - TimTV (2011/ 2012)
- 101 TV - Last Man Watching (2011)
- 101 TV - 101 Timeline (2012)
- BNN en VARA - 24/7 (2011/2012)
- BNN - FC Gay (2012)
- Nederland 3 en 3FM - Serious Request (2012 /2013)
- BNN en KRO - Zeg dag tegen pesten (2013)
- BNN - Spuiten en Slikken op reis (2013-2014)
- BNN - Mijn 5000 vrienden (pilot, winnaar TV Lab Award 2013)
- BNN - BNN Presents: Zwarte Cross 2013 / Mysteryland 2013
- BNN - Spuiten en Slikken (2014-2017)
- BNN - De Social Club (2014)
- BNN - Mijn 5000 vrienden (2014)
- BNN - Je zal het maar hebben (2014-2018)
- BNN - Stayin' Alive (2016)
- BNN - #BOOS (2016-heden)
- BNNVARA - TRIPPERS (2017-2019)
- BNNVARA - Verkracht of niet (2017)
- BNNVARA - Schuldig of niet (2018)
- BNNVARA - Over Mijn Lijk (2020-heden)
- BNNVARA - Op1 (2020-heden) - invaller[55]
- BNNVARA - Pak de Macht (2021-heden)[56]

### Internetspecialist
- De Wereld Draait Door - voor VARA

### Documentaires
- Paul - BNN
- Terug Naar je Eige Land - #BOOS
- Euthanasie de movie - BOOS
- BOOS: This is The Voice - BOOS

### Deelnemer of gast
- BNN - Ranking the Stars (2013)
- AVROTROS - Niets is wat het lijkt: Wie is de Mol? special (2015)
- AVROTROS - Wie is de Mol? (2016) - winnaar
- VARA - De Wereld Draait Door - tafelheer (2016)[5]
- YouTube - Het Jachtseizoen van StukTV (2016)
- Dumpert - Dumpertreeten (2016/2017)
- NTR - Top 2000 Quiz (2019)

### Bestseller 60
| Boeken met noteringen in de Nederlandse Bestseller 60 | Jaar van verschijnen | Datum van binnenkomst | Hoogste positie | Aantal weken | Opmerkingen |
| ----------------------------------------------------- | -------------------- | --------------------- | --------------- | ------------ | ----------- |
| Gedichten van de broer van Roos                       | 2017                 | 25-01-2017            | 2               | 11           |             |
| Grappig jammer                                        | 2019                 | 13-11-2019            | 5               | 7            |             |
| Goede moed                                            | 2024                 | 05-06-2024            | 2               | 9            |             |

## Columns
- Columns voor 3voor12 Den Haag (2011/ 2012)
- Columns voor DeJaap.nl en ThePostOnline (2011/2012)
- Columns voor DWDD Magazine (2013)
- Columns voor de Nieuwe Revu - in samenwerking met Maxim Hartman (2013-heden)
- Columns voor LINDA.MEIDEN (2018-2020)

## Radio
- Columnist voor Lust - BNN (Radio 1) (2011)
- Internetspecialist bij BNN Today - BNN (Radio 1) (2012/2013)
- Dichter voor Jouw Ochtendshow - BNN (NPO 3FM) (2016)
- Invaller voor Frank & Eva: Welkom bij de club! op vrijdag - BNNVARA (3FM) (2020, zomer)

## Muziek
- JIP - De Concurrent (ep) 2007
- JIP - Vernietigend Nederlands (ep) 2008
- F ft. Debroervanroos - Foto's van jou en mij
- Prinsenkind ft. The Greyness & Debroervanroos - Ah
- Prinsenkind ft. The Greyness & Debroervanroos - GNO (Guys Night Out)
- Piece van mij - Dave Budha ft. Debroervanroos

## Prijzen en nominaties
| Jaar | Prijs                                                                    | Resultaat   | Opmerking                                                                      |
| ---- | ------------------------------------------------------------------------ | ----------- | ------------------------------------------------------------------------------ |
| 2010 | Haagse Popprijzen: Beste Akoestische Performance                         | Gewonnen    | Met band JIP                                                                   |
| 2013 | Cannabis Culture Award                                                   | Gewonnen    | Met het programma Spuiten en Slikken                                           |
| 2013 | TV Lab Award                                                             | Gewonnen    | Met Mijn 5000 vrienden                                                         |
| 2014 | De TV-Beelden: Beste Actuele Programma                                   | Gewonnen    | Met het programma Dag tegen pesten                                             |
| 2015 | Zeldzame Engel Award                                                     | Gewonnen    | Met het programma Je zal het maar hebben                                       |
| 2017 | De TV-Beelden: Beste Online Video                                        | Gewonnen    | Met het programma #BOOS                                                        |
| 2017 | SpinAwards: Content                                                      | Gewonnen    | Met het programma #BOOS                                                        |
| 2017 | SpinAwards: Next TV & Film                                               | Gewonnen    | Met het programma #BOOS                                                        |
| 2017 | VEED Awards: RTL Boulevard Award                                         | Gewonnen    | Met het programma #BOOS                                                        |
| 2017 | The Best Social Awards: Beste Snapchatter                                | Gewonnen    | -                                                                              |
| 2017 | The Best Social Awards: Beste BN'er                                      | Gewonnen    | -                                                                              |
| 2017 | The Best Social Awards: Beste YouTuber                                   | Gewonnen    | Met het programma #BOOS                                                        |
| 2018 | Dutch Interactive Awards: Communities                                    | Gewonnen    | Met het programma #BOOS                                                        |
| 2018 | The Best Social Awards: Beste Personality                                | Gewonnen    | Met het programma #BOOS                                                        |
| 2018 | The Best Social Awards: Beste YouTube-serie                              | Gewonnen    | Met het programma #BOOS                                                        |
| 2018 | Hashtag Awards: Beste Online Video                                       | Gewonnen    | Met de documentaire van het programma #BOOS                                    |
| 2019 | Issue Award                                                              | Gewonnen    | Met de documentaire van het programma #BOOS                                    |
| 2019 | VEED Award: Beste YouTube-video                                          | Genomineerd | Met de documentaire van het programma #BOOS                                    |
| 2019 | SpinAwards: Digital Celebrity                                            | Gewonnen    | [ 66 ]                                                                         |
| 2019 | The Best Social Award: Beste YouTube-serie                               | Gewonnen    | Met het programma #BOOS                                                        |
| 2019 | Televizier-Ster Online-Videoserie                                        | Genomineerd | Met het programma #BOOS                                                        |
| 2020 | Gouden Televizier-Ring                                                   | Gewonnen    | Met het programma Over Mijn Lijk                                               |
| 2020 | Televizier-Ster Presentator                                              | Gewonnen    | [ 69 ]                                                                         |
| 2020 | Televisier-Ster Online-Videoserie                                        | Gewonnen    | Met het programma BOOS                                                         |
| 2021 | Winq Diversity Awards                                                    | Gewonnen    | Ally Award                                                                     |
| 2021 | The Best Social Awards: Beste Positive Impact                            | Gewonnen    | Mede dankzij de speciale aflevering Euthanasie De Movie van het programma BOOS |
| 2022 | Zapp Award: Beste online serie                                           | Gewonnen    | Met het programma BOOS                                                         |
| 2022 | Meest invloedrijke persoon in de media                                   | Gewonnen    | In de Media100                                                                 |
| 2022 | The Best Social Awards: Beste Youtuber/YouTube-serie                     | Gewonnen    | Met het programma BOOS                                                         |
| 2022 | The Best Social Awards: Beste Merk op YouTube                            | Gewonnen    | Met het programma BOOS                                                         |
| 2022 | The Best Social Awards: Beste Positive Impact                            | Gewonnen    | Met de speciale aflevering BOOS: This is The Voice van het programma BOOS      |
| 2022 | FunX Music Awards: Power Award                                           | Gewonnen    | Met de speciale aflevering BOOS: This is The Voice van het programma BOOS      |
| 2022 | Zilveren Nipkowschijf                                                    | Gewonnen    | Met de speciale aflevering BOOS: This is The Voice van het programma BOOS      |
| 2022 | TV-moment van het Jaar                                                   | Gewonnen    | Met de speciale aflevering BOOS: This is The Voice van het programma BOOS      |
| 2022 | Televizier-Ster Impact                                                   | Gewonnen    | Met de speciale aflevering BOOS: This is The Voice van het programma BOOS      |
| 2022 | Televizier-Ster Presentator                                              | Gewonnen    | [ 76 ]                                                                         |
| 2022 | YouTube Starry Night-Award: Best bekeken video in Nederland 2022         | Gewonnen    | Met de speciale aflevering BOOS: This is The Voice van het programma BOOS      |
| 2022 | #Video Awards: Beste Online Video                                        | Gewonnen    | Met de speciale aflevering BOOS: This is The Voice van het programma BOOS      |
| 2022 | #Video Awards: Meeste Impact                                             | Gewonnen    | Met de speciale aflevering BOOS: This is The Voice van het programma BOOS      |
| 2022 | NPO Start Award: Meest gestreamde Human Interest Serie in Nederland 2022 | Gewonnen    | Met het programma Over Mijn Lijk                                               |
| 2022 | Journalist van het Jaar                                                  | Gewonnen    | Dankzij de speciale aflevering BOOS: This is The Voice van het programma BOOS  |
| 2023 | De Tegel in de categorie Onderzoek                                       | Gewonnen    | Dankzij de speciale aflevering BOOS: This is The Voice van het programma BOOS  |
| 2024 | Televizier-Ster Presentator                                              | Gewonnen    | [ 80 ]                                                                         |
| 2024 | Dutch Reality Award in de categorie Beste reality programma              | Gewonnen    | Met het programma Over Mijn Lijk                                               |
| 2025 | Gouden RadioRing in de categorie Populaire Podcast                       | Gewonnen    | Met het programma Over Mijn Lijk De Podcast                                    |

- Gemeinsame Normdatei: 1127748750
- International Standard Name Identifier: 0000 0004 6359 0984
- Library of Congress Control Number: nb2018018895
- Nederlandse Thesaurus van Auteursnamen: 408609516
- Virtual International Authority File: 4939148814305745330001
- WorldCat: E39PBJfH3bThRrVkHJBwCDmw4q